# Jungària
Jungària (uigur: جوڭغار, Jongghar; mongol: Зүүнгар, Züüngar; en xinès simplificat: 准噶尔 i en xinès tradicional: 準噶爾, segons la transcripció pinyin Zhǔngáěr, rus: Джунгария Djungària) és una zona subdesèrtica del nord-oest de la Xina que correspon a la meitat nord del Xinjiang. Ocupa uns 777.000 km² i s'estén a l'oest de Mongòlia i a l'est del Kazakhstan.

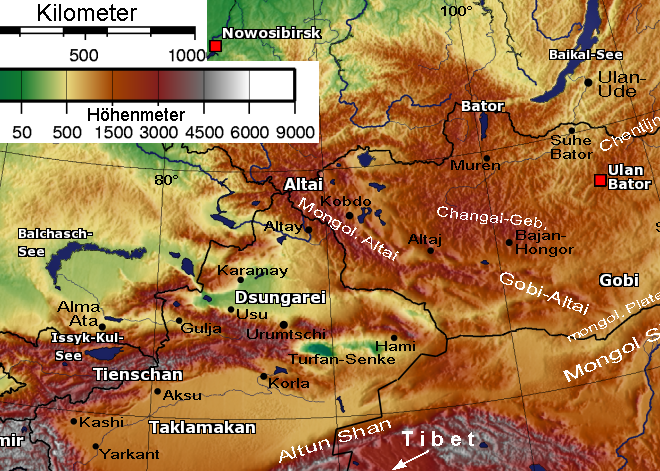
Jungària i la conca del Tarim (el Taklamakan), separades per les muntanyes Tian Shan

Ürümchi, Yining i Karamai en són les ciutats principals, i també hi ha alguns oasis. L'aigua que s'escola de les muntanyes alimenta alguns llacs.

## La conca de Jungària

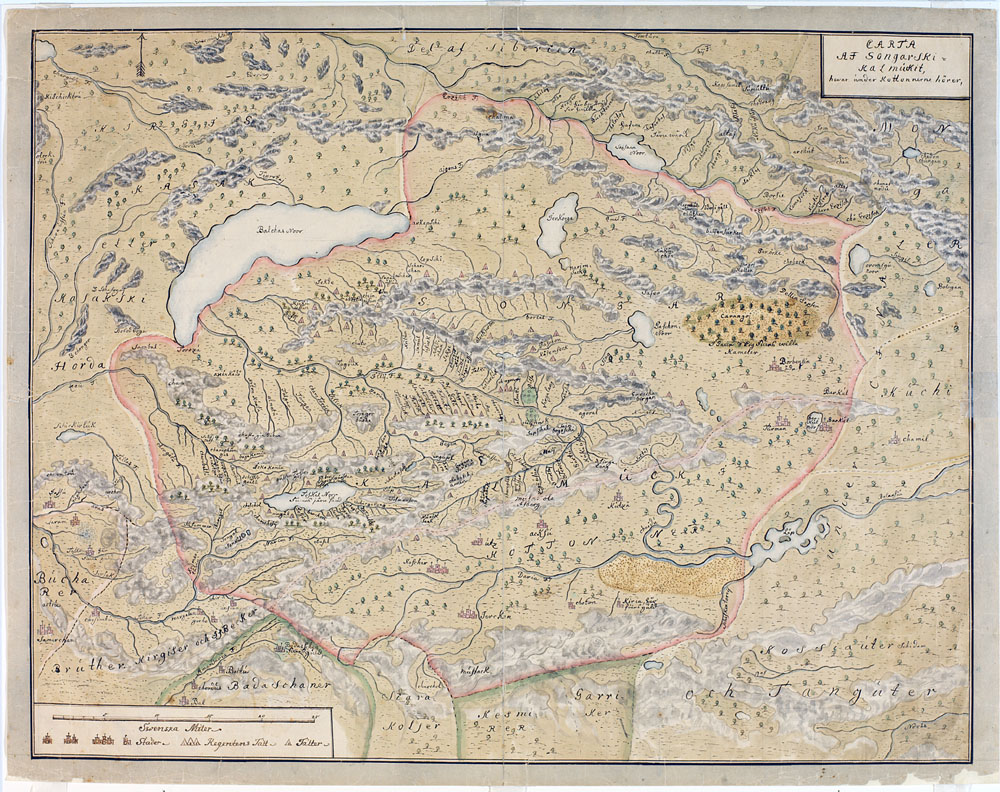
Mapa de Johan Gustaf Renat del 1744

El centre de Jungària és la seva conca triangular (també coneguda com la conca de Junggar), amb el desert central de Gurbantunggut. El Tian Shan es troba al sud i les muntanyes Altai al nord-est, mentre que les muntanyes Tarbagatai se'n troben al nord-oest. Les tres cantonades estan relativament obertes: el riu Irtix al nord, la porta de Jungària a l'oest (amb ferrocarril des del 1900) i Gansu a l'est. Al sud, un pas fàcil la comunica amb Ürümchi; al sud-oest les muntanyes Borohoro, una branca del Tian Shan, la separa de la conca del riu Ili. La conca és similar a la del Tarim: només una escletxa a les muntanyes del nord permet que hi penetri prou aire humit i precipitacions per fer-ne un semidesert amb vegetació escassa més que no pas un autèntic desert, suficient per permetre la vida de camells salvatges i altres espècies adaptades a l'aridesa.

## Clima
La proximitat de Sibèria influeix el clima de l'hivern, que és molt fred (s'arriba als -20 °C), mentre que les pluges hi oscil·len entre els 76 i els 250 litres anuals.

## Prehistòria
El nom de Jungària i els seus derivats han servit per a donar nom a diversos animals prehistòrics:
- Dsungaripterus weii (pterosaure)
- Junggarsuchus sloani (crocodilomorf)

El febrer del 2006, s'hi van trobar les restes d'un tiranosaure que es va anomenar Guanlong; visqué fa 160 milions d'anys, més de 90 milions d'anys abans que el famós Tyrannosaurus rex.

## Ecologia
Jungària és una ecoregió d'estepa desèrtica, amb una vegetació composta per l'arbust baix Anabasis brevifolia. Als marges de la conca, es troben arbustos alts com el sacsaül (Haloxylon ammodendron) i l'Ephedra przewalskii. Els rierols que baixen del Tian Shan tenen pollancredes de Populus diversifolia, i també Nitraria roborovsky, Nitraria sibirica, Achnatherum splendens, tamarius (Tamarix sibirimosissima) i salzes (Salix ledebouriana).
Per la banda nord-est, fa frontera amb el Parc Nacional del Gran Gobi i hi viuen èquids com l'hemió (Equus hemionus) i gaseles com la Gazella subgutturosa; també hi ha camells bactrians salvatges (Camelus ferus).
La conca fou un dels darrers hàbitats del cavall de Przewalski (Equus przewalskii), actualment extingit pel que fa a exemplars salvatges.

## Jungària i laruta de la Seda
Els viatgers que anaven a l'oest des de la Xina preferien passar per la ruta sud, que els conduïa a la vall de Ferganà i Pèrsia, en lloc d'anar per Jungària, que només els portava a l'estepa desèrtica.

## Imperi de Jungària
Jungària va rebre aquest nom del regne mongol que va existir a l'Àsia central als segles xvii i XVIII, que al seu torn agafava el nom de la tribu dels sungars o jungars, anomenats així perquè formaven l'ala esquerra (züün, 'esquerra'; gar, 'mà') de l'exèrcit mongol, anomenats també oirats. El poder jungar va arribar al cim a la segona meitat del segle xvii amb Kaldan o Galdan Boshigtu Khan. L'imperi fou destruït per la dinastia xinesa dels Qing vers 1757–1759. Després del 1761, la part oriental del territori jungar va passar a la Xina (Xinjiang i Mongòlia del nord-oest) i a Rússia (territoris kazakhs, províncies dels rius Semirechye, Jetysu i Irtix). El terme Jungària es va deixar d'utilitzar, però s'ha conservat en una cadena de muntanyes que van al nord-est a la frontera sud del Jeti-su, fins al districte sud-est del llac Balkhash (muntanyes Dzungaria Alatau).
Kans jungars:
- Batur Khan 1626-1653
- Senge Khan 1653-1671
- Galdan Boshoktu 1671-1697
- Tsevan Rabdan 1689-1727
- Galdan Chereng 1727-1745
- Tsevan Dorji 1745-1750
- Lama Dorji 1750-1753
- Dawa Achi 1753-1755
- Amursana 1755-1757

## Ètnies
La població de Jungària està composta per kazakhs, kirguisos, mongols, uigurs i xinesos Han.